# Mariage Blues
Mariage Blues is een korte film uit 2011 van Touria Benzari. De film vormt het eerste deel van een trilogie die in 2015 zou samenvloeien in de langspeelfilm Ta mère!.

## Verhaal
Salim, een tiener uit Marrakesh, reist naar Frankrijk waar hij zijn vrouw Sofia zal terugzien. Hoewel Sofia nog steeds in Dijon woont zijn ze volgens de traditie in Marokko verplicht moeten trouwen. Het weerzien verloopt niet zoals verwacht, in Frankrijk voelt Sofia zich een vrije vrouw waar niemand haar iets kan verplichten. De enorme tegenslag doet Salim besluiten terug te keren naar Marokko.

## Rolverdeling
| Acteur            | Personage      |
| ----------------- | -------------- |
| Salim Kechiouche  | Salim          |
| Sofiia Manousha   | Sofia          |
| Akéla Sari        | Sofia's moeder |
| Abdelkrim Bahloul | Sofia's vader  |
| Jamel Blissat     | Momo           |